# August Reckling
August Friedrich Bernhard Reckling (* 16. November 1843 in Wendisch Priborn; † 30. Dezember 1922 in Dobbertin) war ein deutscher Militärmusiker und Komponist.

## Leben
August Reckling war der Sohn des Schneiders Hans Pratow und Friederike, geb. Martens. Er
erhielt seinen späteren Namen nach seinem Stiefvater Karl Reckling. Über seine Jugendzeit ist nichts überliefert.
Mit 22 Jahren trat August Reckling am 11. Juni 1864 als Dreijährig-Freiwilliger in das Mecklenburg-Schweriner Jäger-Bataillon ein, dass am 1. Juni 1821 als Leichtes Infanterie Bataillon gegründet wurde und 1867 beim Abschluss der Militärkonvention mit Preußen die Bezeichnung Großherzoglich Mecklenburgisches Jäger-Bataillon Nr. 14 erhielt. Garnisonsstandort war damals Ludwigslust. Am 1. Oktober 1867 wurde er etatmäßiger Waldhornist und am 24. Dezember 1869 überzähliger Sergeant.
Als Hornist in der 2. Kompanie nahm er an den Feldzügen des Bataillons im Deutschen Krieg 1866 und im Deutsch-Französischen Krieg 1870/71 teil. Am 24. September 1871 wurde er zum Stabshornisten befördert. Sein Bataillonskommandeur begründete diesen Vorschlag so: Der Stabshornist Reckling besitzt eine wissenschaftliche und gründliche musikalische Bildung, hat sich durch größere Compositionen, die allgemeine Anerkennung gefunden haben, bekannt gemacht. Er hat 17 Märsche, 2 Trauermärsche, 13 Tänze und 7 größere Werke componiert, welche allgemein beliebt sind, namentlich sind die Märsche in der ganzen Armee verbreitet und werden mit Vorliebe gespielt. Ferner hat er 2 Festmärsche, 22 Tänze, 44 Lieder und 44 größere Werke für Blechmusik und 13 verschiedene Werke für Streichmusik arrangiert, welche für die musikalische Begabung des Stabshornist Reckling sprechen. Mit großem Geschick leitet er das ihm unterstellte Musikcorps, welches dadurch einen wohlverdienten Ruf erhalten hat und sich beim hiesigen Publikum einer großen Beliebtheit erfreut. Hervorzuheben ist noch, der vortreffliche Einfluß, den er auf seine Untergebenen ausübt, die ihm unbedingt gehorchen, aber auch achten und verehren, denen er ein leuchtendes Vorbild ist, durch treue Pflichterfüllung, durch seinen gediegenen, soliden Character, durch seine ansprechenden, bescheidenen Manieren, durch sein tactvolles, umsichtiges Benehmen und durch seine militärischen Tugenden.
Bis 1890 war er Leiter der Schweriner Bataillonsmusik. In seiner Musikereinheit waren 21 bis 23 Waldhornisten als Sergeanten und Oberjäger, sämtliche in Unteroffiziersplanstellen. Der neue Garnisonsort war inzwischen Schwerin.

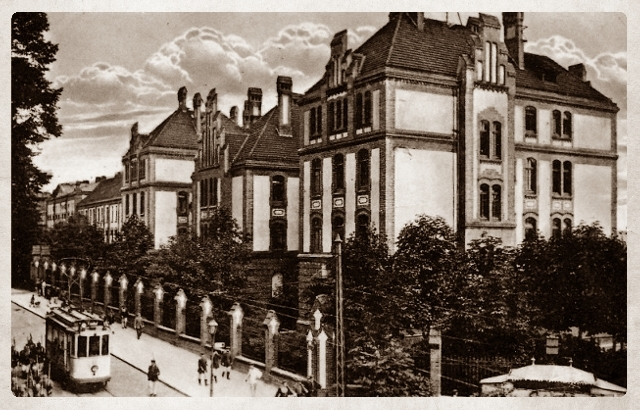
Kaserne des Jäger-Bataillon Nr. 14 in Schwerin (1905)

Am 25. Februar 1883 ernannte ihn noch der Großherzog Friedrich Franz II. zum Großherzoglich mecklenburgischen Musikdirektor. Im Befehl an das Kommando des Kontingents hieß es: Wir wollen dem Stabshornisten Unseres Jäger-Bataillons Nro. 14, Reckling, den Titel eines Musikdierctors hiermit in Gnaden erteilen.
Als das Bataillon 1890 von seinem bisherigen Standort Schwerin nach Colmar im Elsaß verlegt wurde, nahm er seinen Abschied und beendete als 47-Jähriger seinen Dienst.
Von 1890 bis 1902 war er Musikdirektor der Schweriner Stadtkapelle sowie zeitweilig auch des Großherzoglichen Marstall-Sängerchors und wohnte in der Rostocker Str. 40, die heutige Goethestraße in Schwerin. Das Jahrzehnt von 1891 bis 1902 wurde seine ertragreichste Kompositionszeit. Aus diesen Jahren stammen auch zwei Fanfarenmärsche.
Im Jahre 1873 wurde der Verein Mecklenburgischer Forstwirte gegründet. Reckling wurde 1877 Mitglied und dokumentierte dieses forstlich Interesse durch eine 34-jährige Mitgliedschaft bis zum Jahre 1911. Bereits 1876 hatte Reckling dem Verein Mecklenburgischer Forstwirte den von ihm komponierten Jägermarsch Waidmannsheil nach dem Siebenbürgischen Jägerlied (auch bekannt als Jägers Liebeslied) von Franz von Schober und Franz Schubert gewidmet. Der Text wurde mit dieser Melodie volkstümlich. Der Forstverein beschloss, ...dem Stabshornisten Reckling für den von ihm componierten, dem Verein gewidmeten Jägermarch Waidmannsheil einen mit passenden Emblemen verzierten Tactirstock zu dediciren. Dieser Taktstock wurde von dem Juwelier Arnold in Schwerin angefertigt und kostete 93,50 Mark. Der Jahresbeitrag im Forstverein betrug damals 6 Mark. Mit diesem wertvollen Geschenk drückte der Forstverein seine Dankbarkeit und Wertschätzung für Reckling aus. Recklings Vorgesetzter, Major Friedrich von Strantz (1832–1909) als Chef des Jäger-Bataillons, dankte seinerseits wiederum ... für die seinem Stabshornisten zuteil gewordene Auszeichnung. Der Marsch, der im Trio auch Lützows wilde verwegene Jagd (Theodor Körner/Carl Maria von Weber) und das Volkslied Im Wald und auf der Heide zitiert, wurde zu Recklings bekanntester Komposition und gilt als einer der schönsten und auch heute noch beliebtesten Jägermärsche.
Einen Höhepunkt seines beruflichen Lebens bildeten die Feiern zum 75-jährigen Bestehens seiner alten militärischen Einheit 1896. Reckling widmete aus diesem Anlass dem 14. Jäger-Bataillon den Jägermarch: Lied des 14. Jägers. Dieser Jägermarsch wurde zum inoffiziellen Parademarsch des 14. Jäger-Bataillons. Von den Feierlichkeiten in Schwerin wurde berichtet, dass die Stadtkapelle unter der anfeuernden Musik des Musikdirektors Reckling, der die Uniform des Jäger-Bataillons trug, den Festzug vom Schelfmarkt zur alten Jäger-Grenadierkaserne am Werdertor, zum dortigen Denkmal für die gefallenen Jäger von 1870/71 und anschließend zum Denkmal des Großherzogs Friedrich Franz II. im Schweriner Schlossgarten führte.

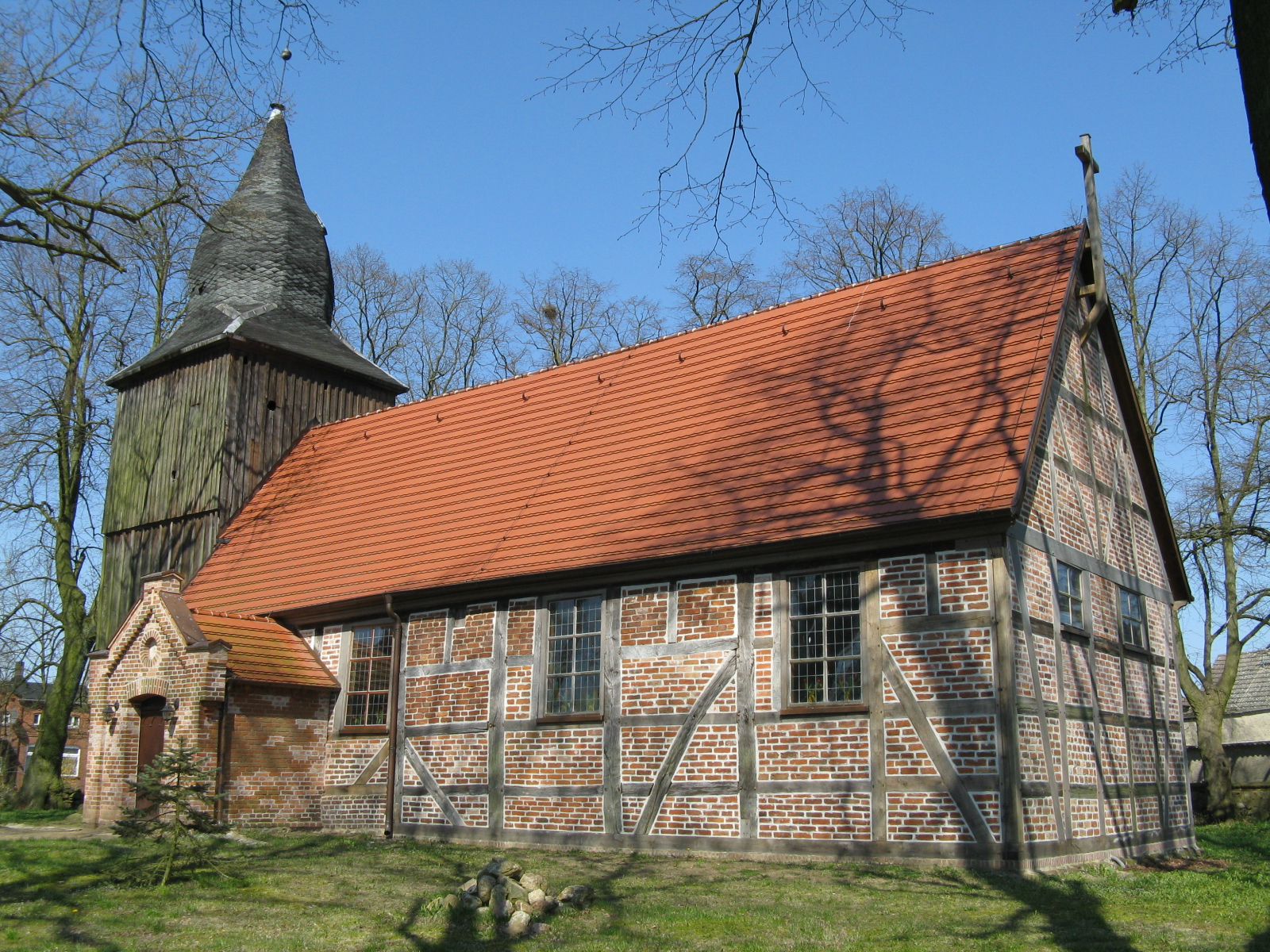
Kirche Wendisch Priborn (2008)

Ab 1902 lebte er mit seiner Frau und der unverheirateten Tochter wieder in seinem Geburtsort Wendisch Priborn. Dort wurde er als eine freundliche, mittelgroße, kräftige und etwas wortkarge Erscheinung beschrieben. In den letzten Lebensjahren hielt er sich im Kloster Dobbertin auf, wo sein Sohn Karl Reckling seit 1916 der letzte Küchenmeister, als Finanzbeamter der Verwaltungsleiter des Landesklosters war. 1877 in Wendisch Priborn geboren, heiratete er 1908 in Stuer die Tochter Gertrud des dortigen Pastors Bahlke. Als höherer Verwaltungsbeamter und Marine-Intendantur-Sekretär in der militärischen Behörde in Kiel wurde er unter 112 Bewerbungen nach einer Probezeit am 1. April 1917 als Küchenmeister im Kloster Dobbertin eingestellt. Nach Auflösung des Landesklosters 1919 wurde Karl Reckling als Oberverwaltungsinspektor nach Schwerin versetzt.
Karl-August Reckling war ein Enkel von August Reckling.
August Reckling starb am 30. Dezember 1922 fast 80-jährig im Kloster Dobbertin an einer Lungenentzündung.
Am 3. Januar 1923 wurde er in Wendisch Priborn begraben, wo seine Grabstelle erhalten ist. In der Kirche Wendisch Priborn erinnert eine Gedenktafel an ihn.
Von den von ihm komponierten Märschen wurden der Revue-Marsch und Waidmannsheil in die Armeemarschsammlung aufgenommen, stehen in den Marschbüchern der Bundeswehr und werden heute noch gespielt.

## Auszeichnungen
- Großherzoglicher Musikdirektor.[12]
- Verdienstmedaille Friedrich Franz I. Dem redlichen Manne und dem guten Bürger in Silber 20. März 1885[13]
- Hausorden der Wendischen Krone, Verdienstkreuz in Silber 11. Juni 1889[14]

## Werke
- Revue-Marsch 1886 (AM II, 258; HM II, 115)
- Waidmannsheil auf einen Text von Franz von Schober, 1876 (AM II, 265; HM II, 122  opus 52)
- Jägermarsch, Parademarsch des 14. Jägerbataillons zur 75-Jahr-Feier 1896; Text: Albert Wolf
- Hubertus-Ouverture
- Waidmanns Jubel-Quadrille
- Große Jagdphantasie
- O Gott für König und Vaterland

## Ungedruckte Quellen
Landeshauptarchiv Schwerin (LHAS)
- LHAS 2.12-2/18 Militärwesen (Acta Militaria)
- LHAS 3.2-3/1 Landeskloster/Klosteramt Dobbertin.
- LHAS 5.2-1 Großherzogliches Kabinett III. Nr. 6353, Mecklenburgisches Jäger-Bataillon Nr. 14. S. 1860–1941.
- LHAS 5.12-8/1 Militärdepartement. Nr. 1069.

Landesbibliothek Schwerin (LAKD)
- Musikaliensammlung